# スター爆笑Q&A
『スター爆笑Q&A』（スターばくしょうキューアンドエー）は、1982年3月1日から1992年3月16日まで日本テレビ系列局で放送されていた、クイズ番組を交えたトーク番組。よみうりテレビの製作番組であるが、IVSテレビ制作も製作に携わっていた。放送時間は毎週月曜 22:00 - 22:52(JST) 。

## 概要

### 内容
解答者でもあるゲストの珍談・奇談を披露し、さらにクイズを行いながら爆笑トークを展開する。形式的にはクイズ番組よりもトーク番組の性質が強く、初代司会の横山やすし・西川きよしの巧みな問いかけで有名人の素顔をさらけ出す形式で注目を浴びるなど人気を博した。また『それは秘密です!!』のようなご対面コーナーもあった。
開始当初は制作局である大阪のよみうりテレビの本社にて収録が行われたが、1985年4月から司会として加入した山田邦子のスケジュールを優先するために、これ以降は東京の日本テレビのスタジオ（末期は渋谷ビデオスタジオ）にて収録が行われるようになった。
番組末期には、山田邦子自身が番組エンディングテーマを歌ったり、佐野量子が歌う「季節の終りに」がエンディングテーマとして使われたりしていた。
「スター」と言っても、いろいろな番組のネタを織り交ぜていた。他局でありながら『必殺シリーズ』の関係で鮎川いずみと京本政樹をチームにしたり、山田邦子と横山やすしのコントでも「俺は組紐屋の竜や」などとネタを含めて視聴者を楽しませていた。また、特撮番組出演者も多数出演しており、中でも宮内洋出演時には『仮面ライダーV3』も流された（これも他局作品である）。声優の水島裕なども出演していた。
1992年3月16日放送の『10年間ありがとうスペシャル』をもって終了。
2024年3月30日、『前代未聞!芸能生活60周年 西川きよしのスター爆笑大作戦!モーレツ!!パンチDE名人会』と題して、『モーレツ!!しごき教室』や『素人名人会』（両番組共に毎日放送制作）との合同で関西ローカルにて復活特番が放送された。

### クイズのルール
解答者は1ペア計4チームのゲスト（芸能人・著名人）で、司会者が出題する問題に対して、解答者は挙手をして解答権を得て、正解するとぬいぐるみ（ムーミンのぬいぐるみ等、時期によって変わる｡）が貰える（ぬいぐるみ1つにつき1点）。問題の出題前にはVTR（ナレーションは三ツ矢雄二が担当）を流したり、エピソードにまつわる写真や品物が登場するなどする。最終的に正解数の多いチームから商品と海外旅行（当初はハワイだったが、後にマレーシア）を賭けた抽選会（チャレンジゲーム）に挑戦できる。ボックスの中に赤と白のボールが入っており、引く色を宣言してその色を引くと海外旅行獲得となる。失敗すると次に正解数の多いチームに挑戦権が移り、当たるまで続けられる。当初、箱は前方に窓があり、そこからボールを選び出す様子が出ていたが、後期は箱の中にCCDカメラが仕込まれており、テレビではボールを選ぶ様子が子画面で映し出されていた。
備考
- スタート当初はペアでなく、個人参加だった。
- 山田邦子が司会に参加してからは、毎回1問、邦子と横山やすし（→桂文珍）が出演者にまつわるコントをしてから出題する「コントでクイズ」が登場した。
- 末期では、4チームの内1チーム（画面向かって左上の席）は解答のみで自分に対する問題が出ない「お友達席」となった（笑福亭笑瓶、そのまんま東（現、東国原英夫）、小林千絵ほかが出演）。そして、「お友達席」の解答者がチャレンジゲームに成功したら、賞品の海外旅行は視聴者プレゼントとなった。
- 山田邦子が加入後は、邦子が解答者の目の前で芸能人・著名人の似顔絵を描き、それが誰かを当てる「お絵かきクイズ」もあった。このクイズに限り、筆記問題であった。まずは、正解の人物に縁のあるゲストが出演し、邦子に特徴を口答で伝え、それを元に描く｡正解発表時には、実際にモデルとなった人物が登場する｡似顔絵の出来の具合によって、正解の人物が点数を付けるのがお約束となっていた｡

### エンディングトーク
文珍・邦子時代には、エンディング中に誰も居なくなったスタジオでのトークパートが設けられた。主にその日のゲストや番組の反省点などについて語り合っていた。

### 放送時間の変遷
| 放送期間 | 放送期間  | 放送時間（JST）            |
| -------- | --------- | -------------------------- |
| 1982.3.1 | 1986.3    | 月曜 22:00 - 22:54（54分） |
| 1986.4   | 1988.3    | 月曜 22:00 - 22:51（51分） |
| 1988.4   | 1992.3.16 | 月曜 22:00 - 22:52（52分） |

## 司会
- 横山やすし・西川きよし（1982年3月 - 1984年3月）
- 横山やすし・西川きよし・アグネス・チャン（1984年4月 - 1985年3月）
- 横山やすし・西川きよし・山田邦子（1985年4月 - 1986年3月）
- 横山やすし・桂文珍・山田邦子（1986年4月 - 1988年1月）
- 桂文珍・山田邦子（1988年1月 - 1992年3月）

## レポーター･アシスタント
- 三笑亭夢之助
- 早坂あきよ

## スタッフ
- 構成：豊村剛／城戸口寛、榎祐一郎、三好宏和、岩瀬理恵子、新田英生、八木伸栄、松浦京子、西納タカシ、芳田香織
- 音楽：田辺信一→田代ユリ→大森俊之
- ナレーション：三ツ矢雄二、山口いずみ
- 技術：八峯テレビ
- 編集・MA：音響ハウス→日本VTR
- ロケーション編集：TDKビデオセンター
- 音効：スポット
- 美術：丸岡末男（YTV）→綿谷登（YTV）／井上宏、根本研二→ちとせ舞台
- 演出：伊藤輝夫、長尾忠彦 ／ 久保田隆 ほか
- ディレクター：佐々木茂晴、加藤雅之、駒木純一、青葉典子
- プロデューサー：橘 功（YTV）、山内サトル（IVSテレビ）、宮崎敏夫（IVSテレビ）、山田宏（YTV）、牛丸謙壱
- 制作：山田英雄（YTV）→清川武寛（YTV）、斎藤寿孝（IVSテレビ）
- 企画・制作：IVSテレビ制作
- 制作著作：よみうりテレビ

## ネット局
| 放送対象地域  | 放送局             | 系列           | 備考 |
| ------------- | ------------------ | -------------- | --- |
| 近畿広域圏    | よみうりテレビ     | 日本テレビ系列 | 製作局 |
| 北海道        | 札幌テレビ         | 日本テレビ系列 | |
| 青森県        | 青森放送           | 日本テレビ系列 | 1991年10月から同時ネット 以前は当該枠でテレビ朝日水曜21時の刑事ドラマを放送していた関係で、月曜深夜の遅れネット |
| 岩手県        | テレビ岩手         | 日本テレビ系列 | 1989年4月から                                                                                                   |
| 宮城県        | ミヤギテレビ       | 日本テレビ系列 | |
| 福島県        | 福島中央テレビ     | 日本テレビ系列 | |
| 関東広域圏    | 日本テレビ         | 日本テレビ系列 | |
| 新潟県        | テレビ新潟         | 日本テレビ系列 | |
| 長野県        | テレビ信州         | 日本テレビ系列 | 1987年10月から 1991年3月まではテレビ朝日系列とのクロスネット局（NNS非加盟）                                     |
| 静岡県        | 静岡第一テレビ     | 日本テレビ系列 | |
| 中京広域圏    | 中京テレビ         | 日本テレビ系列 | |
| 富山県        | 北日本放送         | 日本テレビ系列 | 1990年10月から同時ネット                                                                                        |
| 石川県        | 石川テレビ         | フジテレビ系列 | 1983年4月2日から1984年3月31日まで                                                                               |
| 石川県        | テレビ金沢         | 日本テレビ系列 | 1990年4月開局から                                                                                               |
| 鳥取県 島根県 | 日本海テレビ       | 日本テレビ系列 | 1989年10月から                                                                                                  |
| 広島県        | 広島テレビ         | 日本テレビ系列 | |
| 岡山県 香川県 | 西日本放送         | 日本テレビ系列 | |
| 福岡県        | 福岡放送           | 日本テレビ系列 | |
| 長崎県        | 長崎国際テレビ     | 日本テレビ系列 | 1991年4月開局から                                                                                               |
| 熊本県        | くまもと県民テレビ | 日本テレビ系列 | 1982年4月開局から                                                                                               |
| 沖縄県        | 琉球放送           | TBS系列        | 1984年4月から一時期のみ                                                                                         |